# Albertville (Alabama)
Albertville és una població dels Estats Units a l'estat d'Alabama. Segons el cens del 2007 tenia 19.536 habitants.

## Demografia
Segons el cens del 2000, Albertville tenia 17.247 habitants, 6.566 habitatges, i 4.615 famílies. La densitat de població era de 256,6 habitants/km².
Dels 6.566 habitatges en un 32,7% hi vivien nens de menys de 18 anys, en un 54% hi vivien parelles casades, en un 11,9% dones solteres, i en un 29,7% no eren unitats familiars. En el 25,9% dels habitatges hi vivien persones soles el 12,2% de les quals corresponia a persones de 65 anys o més que vivien soles. El nombre mitjà de persones vivint en cada habitatge era de 2,59 i el nombre mitjà de persones que vivien en cada família era de 3,08.
Per edats la població es repartia de la següent manera: un 26% tenia menys de 18 anys, un 10,1% entre 18 i 24, un 28,7% entre 25 i 44, un 20,7% de 45 a 60 i un 14,5% 65 anys o més.
L'edat mediana era de 34 anys. Per cada 100 dones hi havia 93,1 homes. Per cada 100 dones de 18 o més anys hi havia 89,9 homes.
La renda mediana per habitatge era de 31.893 $ i la renda mediana per família de 38.508 $. Els homes tenien una renda mediana de 30.076 $ mentre que les dones 20.275 $. La renda per capita de la població era de 16.336 $. Aproximadament el 14,1% de les famílies i el 16,7% de la població estaven per davall del llindar de pobresa.

## Poblacions més properes
El següent diagrama mostra les poblacions més properes.